# Truncatella
Truncatella is een geslacht van weekdieren uit de klasse van de Gastropoda (slakken).

## Soorten
- Truncatella avenacea Garrett, 1887
- Truncatella bairdiana C. B. Adams, 1852
- Truncatella brazieri Cox, 1868
- Truncatella californica Pfeiffer, 1857
- Truncatella caribaeensis Reeve, 1842
- Truncatella ceylanica Pfeiffer, 1857
- Truncatella clathrus Lowe, 1832
- Truncatella diaphana Gassies, 1869
- Truncatella granum Garrett, 1872
- Truncatella guerinii A. Villa & J. Villa, 1841
- Truncatella kiusiuensis Pilsbry, 1902
- Truncatella marginata Küster, 1855
- Truncatella obscura Morelet, 1882
- Truncatella pellucida Dohrn, 1860
- Truncatella pulchella Pfeiffer, 1839
- Truncatella quadrasi Möllendorff, 1893
- Truncatella rostrata Gould, 1848
- Truncatella rustica Mousson, 1865
- Truncatella scalarina Cox, 1867
- Truncatella scalaris (Michaud, 1830)
- Truncatella stimpsonii Stearns, 1872
- Truncatella subcylindrica (Linnaeus, 1767)
- Truncatella thaanumi Clench & Turner, 1948